# Dishoek
Dishoek est un village appartenant à la commune néerlandaise de Veere, situé dans la province de la Zélande. Le village compte environ 400 habitants. Il est situé sur Walcheren.